# Chinandega
Chinandega è un comune del Nicaragua, capoluogo del dipartimento omonimo.

## Amministrazione

### Gemellaggi
- Molins de Rey
- Eindhoven
- Leverkusen